# Pont ferroviaire LGV de Cubzac
Ne doit pas être confondu avec Viaduc de la Dordogne.
Le viaduc de la Dordogne est un pont ferroviaire français, long de 1 319 mètres du type pont en poutre-caisson il permet à la LGV Sud Europe Atlantique de franchir la Dordogne. Il est situé à Cubzac-les-Ponts, Saint-Romain-la-Virvée et Saint-Loubès, en Gironde. Il a été mis en service le 2 juillet 2017.

## Histoire
La construction du pont a débuté en 2013, et s'est terminée en 2017.